# Pico das Torres
O Pico das Torres é o segundo pico mais alto da ilha da Madeira. Fica entre o Pico Ruivo e o Pico do Arieiro a uma altitude de 1851 metros. É um local óptimo para a prática de escalada. Em direcção ao Pico Ruivo o trilho é um desafio especialmente difícil devido à subida esculpida na rocha.
O Pico das Torres só é acessível pelo trilho que liga o Arieiro ao Ruivo.